# 德胜镇 (青冈县)
德胜镇，是中华人民共和国黑龙江省绥化市青冈县下辖的一个镇。
2016年8月10日，黑龙江省民政厅批复同意撤销德胜乡，设立德胜镇。

## 行政区划
德胜镇下辖以下地区：
荣花村、龙胜村、永安村、景龙村、富贵村、同立村、英贤村、通顺村、恒生村、望海村、解放村和一场村。